# Pagnona
Pagnona é uma comuna italiana da região da Lombardia, província de Lecco, com cerca de 439 habitantes. Estende-se por uma área de 8 km², tendo uma densidade populacional de 55 hab/km². Faz fronteira com Casargo, Colico, Delebio (SO), Piantedo (SO), Premana, Tremenico.

## Demografia
| Variação demográfica do município entre 1861 e 2011                               |
|                                                                                   |
| Fonte: Istituto Nazionale di Statistica (ISTAT) - Elaboração gráfica da Wikipedia |